# Nếu bạn muốn hòa bình, hãy chuẩn bị cho chiến tranh

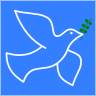

Si vis pacem, para bellum là một câu tục ngữ tiếng Latin có thể dịch như là "nếu bạn muốn hòa bình, hãy chuẩn bị cho chiến tranh". Nguồn gốc câu tục ngữ này vẫn còn là một điều bí ẩn. Thêm vào đó, câu tục ngữ được tin tưởng một cách rộng rãi này, có thể là đúng mà cũng có thể là sai, là bắt nguồn từ một câu của nhà sử học La Mã Publius Flavius Vegetius Renatus Igitur qui desiderat pacem, praeparet bellum. Người ta nói rằng nó được ghi lại một trong những tác phẩm của ông, Epitoma rei militaris (Về việc quân sự), có thể được viết vào khoảng chừng năm 390.
Có một sự khác biệt khó có thể nhận ra giữa hai câu trên. Câu đầu tiên là mạnh mẽ, hay dứt khoát. Đó là một mệnh đề phụ thuộc mà mở đầu là một mệnh đề có trạng từ bổ nghĩa với một động từ trong lối trình bày. Một câu bình thường yêu cầu phải có một động từ chính để trình bày nhưng tác giả đã biến nó thành một lối trình bày. Kết quả là một nghĩa quả quyết: "nếu bạn thật sự muốn hòa bình, chuẩn bị cho chiến tranh."
Ý kiến câu của Vegetius chỉ là một giả thiết. Nó ít quả quyết, ít dứt khoát hơn, trong điều kiện giả định với một mệnh đề có chức năng tính từ và cả hai động từ trong lối trình bày cầu khiến: "bất cứ ai trước khi muốn hòa bình đều phải chuẩn bị cho chiến tranh."

## Sử dụng và biến thể

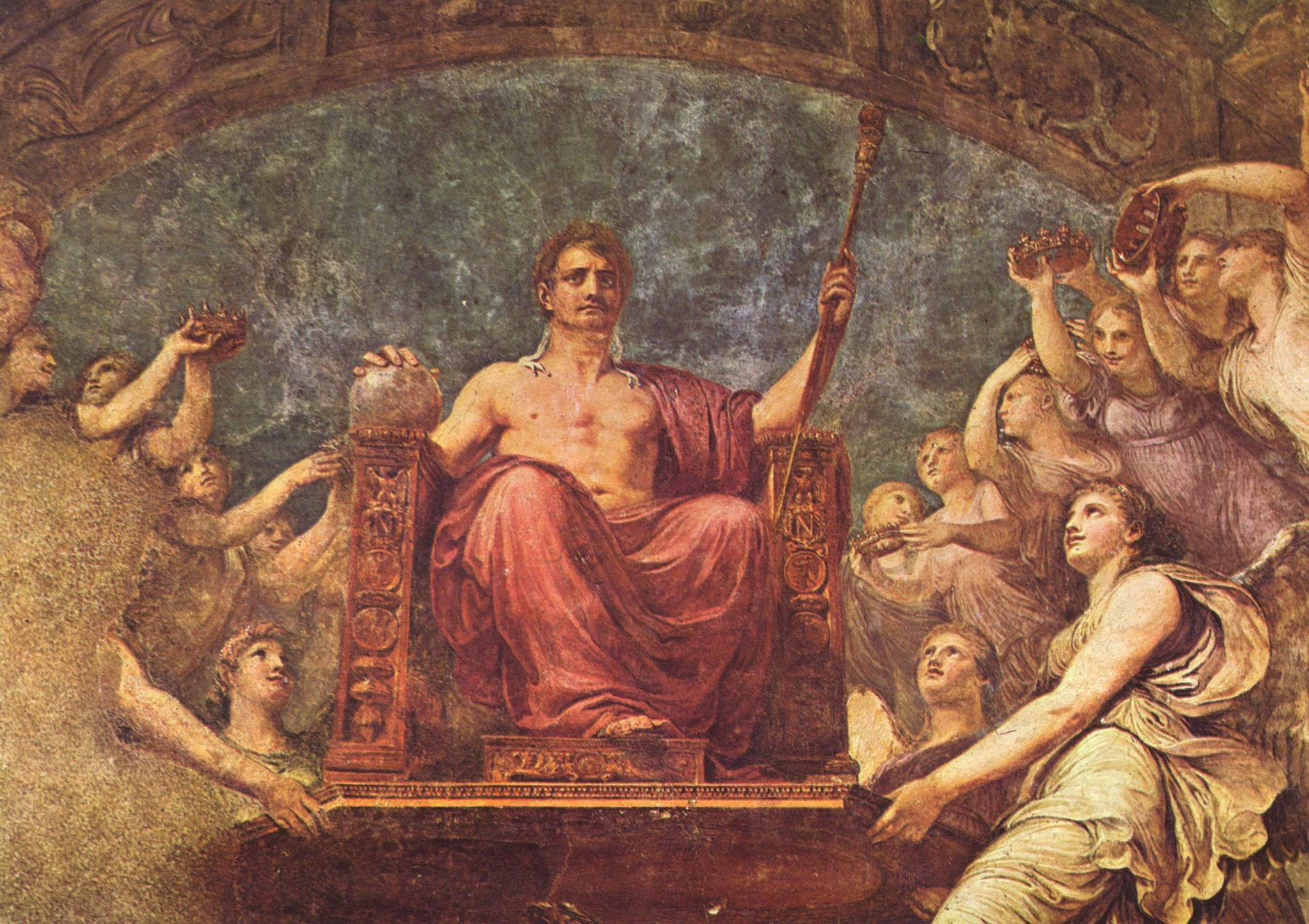
Napoleon thần thánh, Andrea Appiani, 1807

### Súng Parabellum

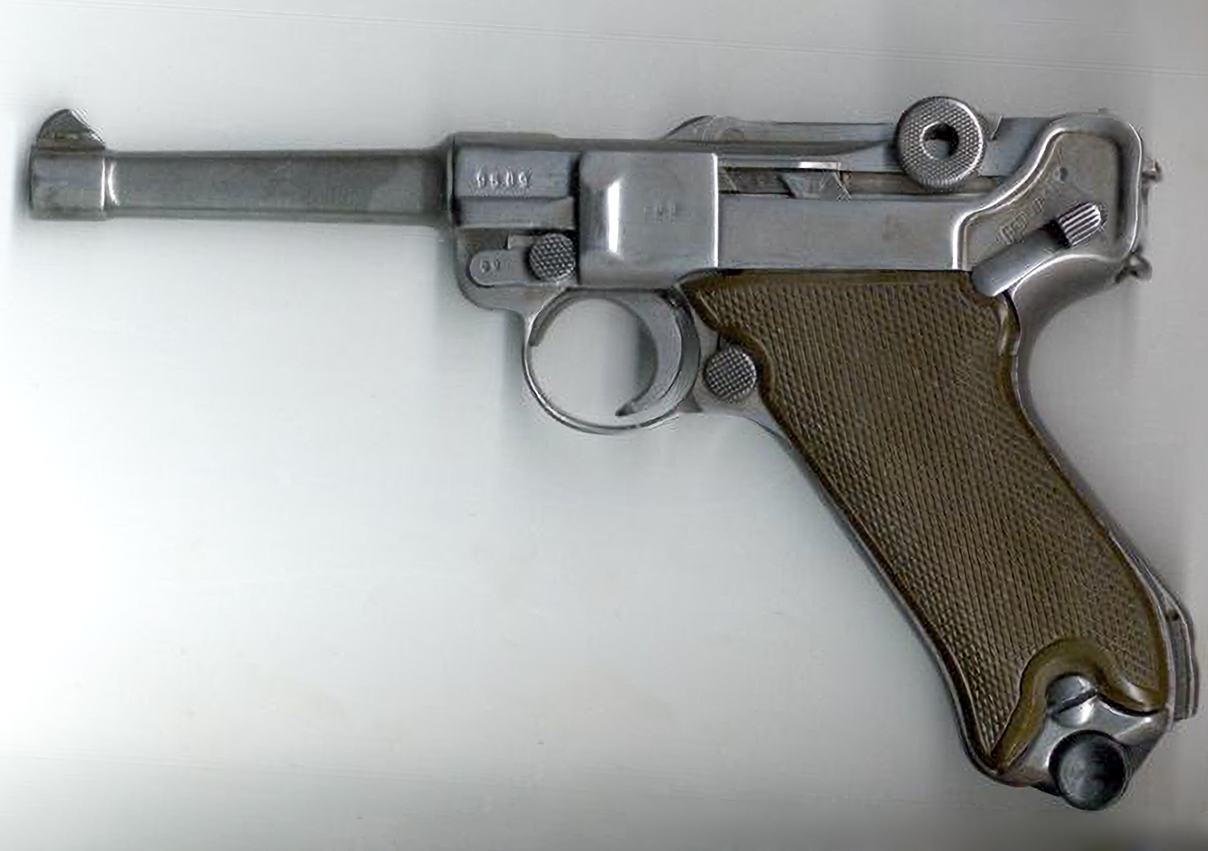
Parabellum